# ميقونة

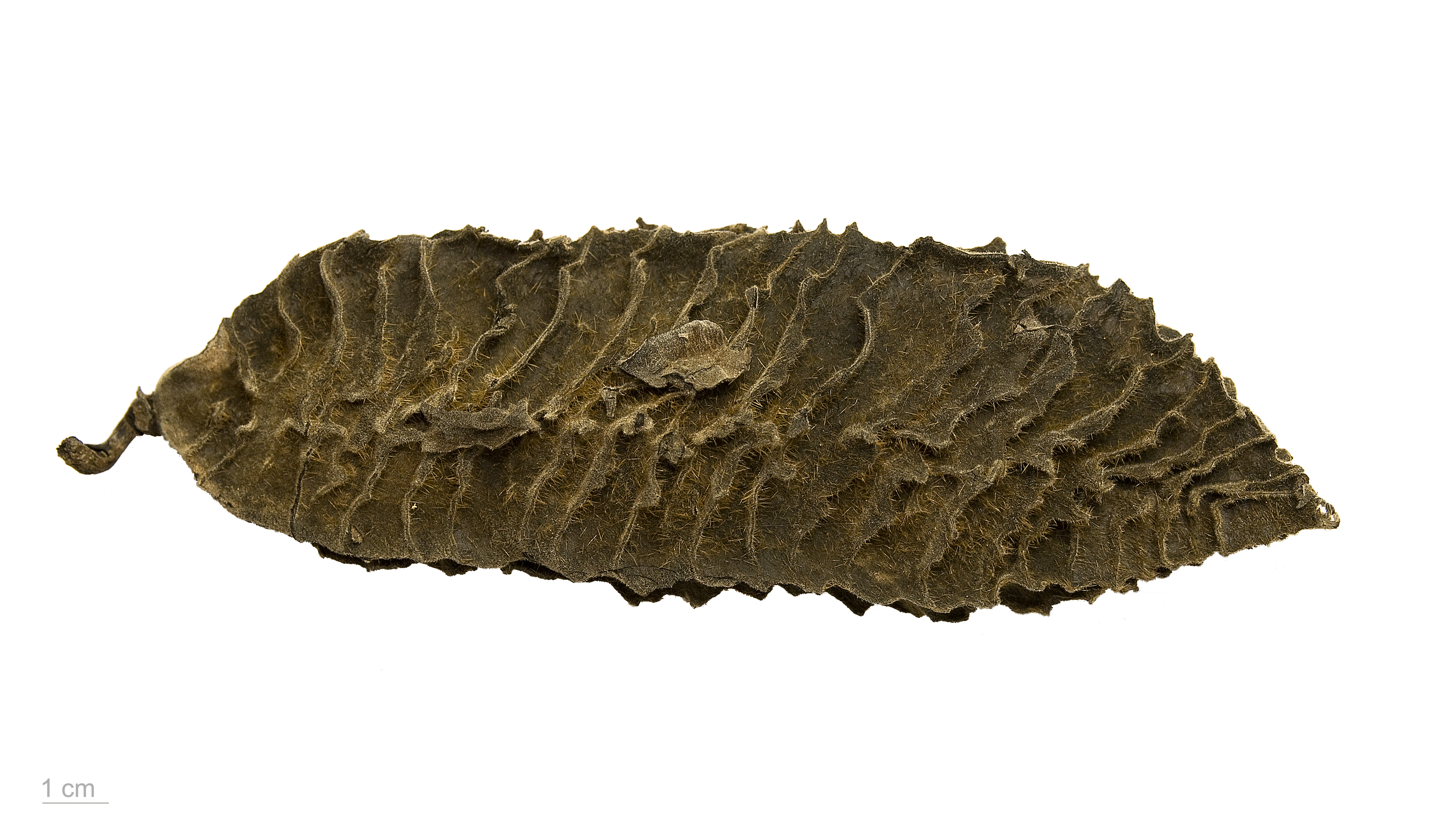
Mucuna urens

ميقونة (الاسم العلمي:Mucuna) هي جنس من النباتات يتبع فصيلة البقولية من رتبة الفوليات.